# Si te vas
«Si te vas» es una canción escrita e interpretada por la cantante colombiana Shakira. La canción se lanzó como sencillo promocional  (solamente en radio) de su álbum de estudio multiplatino ¿Dónde están los ladrones? (1998), siendo España uno de los países en los que esta canción tuvo éxito en particular y es la primera canción en entrar en los listados musicales de Alemania.

## Información de la canción
La canción expresa cómo una mujer está siendo sustituida por otra y cómo ella está herida, y la voluntad de seguir adelante con su vida. No se filmó un videoclip para la canción ya que fue lanzada sólo como un sencillo radial.

## Versiones
La canción también se encuentra en los álbumes en vivo de Shakira MTV Unplugged, En vivo y en privado y en el DVD de su Tour fijación oral. También se incluyó en su primer álbum recopilatorio Grandes éxitos.

## Presentaciones en vivo
Shakira ha interpretado la canción durante sus giras en el Tour Anfibio, Tour de la Mangosta, Oral Fixation Tour, en Sale el Sol World Tour y recientemente en El Dorado World Tour.

## Posicionamiento en listas
| País                 | Lista (1999)              | Mejor posición |
| -------------------- | ------------------------- | -------------- |
| Argentina            | Argentina Top 100         | 18             |
| Alemania             | Media Control Charts      | 87             |
| Bolivia              | Charts Bolivia            | 12             |
| Chile                | Chile Singles Charts      | 9              |
| Colombia             | Colombia Singles Charts   | 1              |
| Costa Rica           | Top 15                    | 9              |
| Ecuador              | Ecuador Top 50            | 8              |
| España               | Airplay España            | 1              |
| España               | Los 40 Principales        | 4              |
| Estados Unidos       | Billboard Latin Songs     | 26             |
| Estados Unidos       | Billboard Latin Pop Songs | 12             |
| Guatemala            | Las Veinte Latinas        | 11             |
| Honduras             | Centro Singles            | 13             |
| México               | UPI                       | 7              |
| Nicaragua            | Top Ten Latino            | 2              |
| Paraguay             | Paraguay Singles Charts   | 11             |
| Perú                 | Perú Top Singles          | 4              |
| Panamá               | Panamá Top 50             | 12             |
| Puerto Rico          | Top Latin                 | 12             |
| República Dominicana | Caribe Charts             | 1              |
| Uruguay              | Uruguay Singles Charts    | 9              |
| Venezuela            | Venezuela Top 100         | 7              |